# Fiume Rosa
Fiume Rosa este o arie protejată (arie specială de conservare — SAC, sit de importanță comunitară — SCI) din Italia întinsă pe o suprafață de 943 ha, integral pe uscat.

## Localizare
Centrul sitului Fiume Rosa este situat la coordonatele 39°40′20″N 15°58′48″E / 39.672222°N 15.98°E.

## Înființare
Situl Fiume Rosa a fost declarat sit de importanță comunitară în septembrie 1995 pentru a proteja 18 specii de animale. Situl a fost protejat și ca arie specială de conservare în iunie 2017.

## Biodiversitate
Situată în ecoregiunea mediteraneană, aria protejată conține 6 habitate naturale: Matorral arborescenți cu Laurus nobilis, Izvoare petrifiante cu formare de travertin (Cratoneurion), Pante stâncoase calcaroase cu vegetație casmofită, Păduri de fag din Apenini cu Taxus și Ilex, Păduri pe pante, grohotișuri și ravene de Tilio-Acerion, Păduri de Quercus ilex și Quercus rotundifolia.
La baza desemnării sitului se află mai multe specii protejate:
- păsări (8): acvilă de munte (Aquila chrysaetos), ciocănitoare neagră (Dryocopus martius), șoim călător (Falco peregrinus), muscar-gulerat (Ficedula albicollis), sfrâncioc roșiatic (Lanius collurio), Leiopicus medius, ciocârlie de pădure (Lullula arborea), viespar (Pernis apivorus)
- amfibieni (2): Bombina pachypus, Salamandrina terdigitata
- mamifere (5): lupul (Canis lupus), vidră de râu (Lutra lutra), liliacul mediteranean cu potcoavă (Rhinolophus euryale), liliacul mare cu potcoavă (Rhinolophus ferrumequinum), liliacul mic cu potcoavă (Rhinolophus hipposideros)
- nevertebrate (2): Cordulegaster trinacriae, Rosalia alpina
- reptile (1): șarpele cu patru dungi (Elaphe quatuorlineata)

Pe lângă speciile protejate, pe teritoriul sitului au mai fost identificate 1 specie de plante, 3 specii de amfibieni, 1 specie de mamifere, 1 specie de nevertebrate, 6 specii de reptile.